# Das Schwarze Korps
Das Schwarze Korps a fost publicația oficială a trupelor Schutzstaffel sau, prescurtat, "SS", un săptămânal distribuit gratuit miercurea, plecându-se de la ideea că fiecare membru SS îl citea și îndemna alte persoane să facă la fel. Das Schwarze Korps era un instrument de propagandă nazistă care publica frecvent articole prin care condamna Biserica Catolică, iudaismul și diferiți alți factori față de care regimul nazist era ostil. Das Schwarze Korps era publicat cu  acordul serviciului secret al SS-ului, care avea un important control editorial. Gazeta era publicată de editura Franz Eher, care publica de asemeni organul Partidului Muncitoresc Național-Socialist German Völkischer Beobachter.